# Manas (mentale)
Mana o Manas (in devanāgarī मनस्) è un termine sanscrito ricorrente nella filosofia indiana e nel buddismo, che indica la mente o la facoltà di pensare e di conoscere, ma per la sua complessità risulta strettamente collegato con l'intelletto (buddhi), la memoria subconscia (chitta), il senso dell'io nello stato di veglia (ahamkara).
La sua funzione principale sarebbe quella di recepire le informazioni provenienti dal mondo esterno, ma anche di collegare la coscienza suprema di natura metafisica (Atma) con la dimensione materiale.

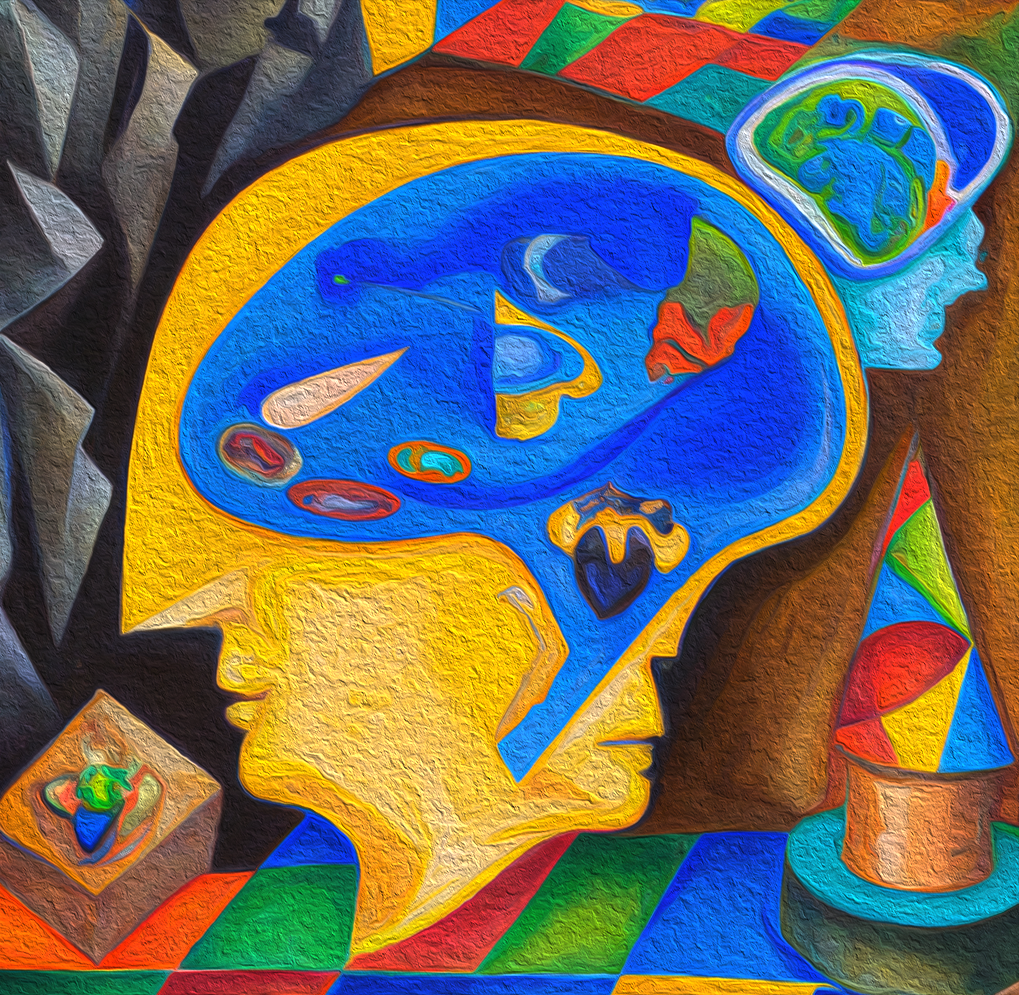
Il mondo degli oggetti mentali, in un dipinto cubista della pop art.

In occidente il termine è stato ripreso dalla letteratura teosofica per indicare il piano mentale tra i sette livelli di esistenza complessivi concepiti in quest'ambito esoterico, nonché il corpo mentale, che da questo piano prende forma, tra i vari involucri sottili di cui si ritiene composto l'essere umano.

## IlManasnell'induismo
(Katha Upanishad, III, 3)
Nell'induismo il termine è utilizzato sin dai tempi dei Veda. Successivamente nelle Upanishad viene descritto in maniera più concreta e accurata dal punto di vista filosofico, come attività del pensiero rivolta alle esperienze empiriche.
Viene inoltre trattato in particolare nello Yoga Sūtra di Patañjali, dove designa la mente. Nella filosofia samkhya è uno dei tre costituenti, insieme a buddhi e ahamkara, del senso interno, cioè dell'antaḥkaraṇa, avendo la funzione di percepire sia gli oggetti esterni, sia le sensazioni interne, come il piacere e il dolore.
Le dottrine Vedanta talvolta aggiungono citta (o chitta) a questi tre costituenti, parlando di una quadrupla struttura  interna (antahkarana catustaya), descrivendo manas come l'organo decisionale, legato ai cinque sensi, la cui sede fisica è il brahmarandhra, nel cervello.
L'antaḥkaraṇa risulterebbe così composto:
1. Ahamkara, o senso dell'Io;
2. Buddhi, veggenza e intuizione;
3. Manas, il pensiero;
4. Chitta, il riconoscimento degli oggetti esteriori.[10]

## IlManasnel buddismo
Anche nel buddismo il manas (o mano) designa la mente, ritenuta la facoltà caratteristica dell'essere umano con i suoi pensieri e le sue emozioni. È considerato un sesto senso oltre ai cinque comunemente accettati: come questi percepiscono gli oggetti sensibili, così esso percepisce gli oggetti mentali.
Come componente del citta, il manas svolge la rilevante funzione di «messaggero delle condizioni fenomeniche», interagendo con i fenomeni stessi secondo la teoria della coproduzione condizionata (pratītyasamutpāda), oltre ad essere, se unito con buddhi, la «sede» del risveglio di prajña (saggezza o discernimento).

## IlManasnella Teosofia
Nella moderna teosofia, e nella cultura esoterica dell'occidente in generale, si rileva come la radice etimologica del sanscrito manas (man-) sia la medesima del latino mens («mente»), o dell'inglese mind. Questa radice si ritrova inoltre nelle parole usate per designare l'essere umano stesso, in particolare nell'inglese man, a indicare come le qualità del mentale-manas siano quelle che connotano maggiormente la natura dell'uomo, il cui autentico significato sarebbe quello di «pensatore».
Tra gli altri, Guénon sostiene appunto che il manas o «senso interno», a cui è inerente l'autocoscienza (ahaṃkāra), è nella tradizione indù una caratteristica dell'individualità umana che la differenzia dagli altri esseri del mondo vivente. Nella teosofia il manas, sede della facoltà del pensiero, terzo organo sottile tra i sette involucri umani a partire dal più alto (e quinto dal più basso), è anche il principio della dualità, che fa percepire il mondo secondo un'ottica dialettica di contrapposizione rispetto al sè; risulta inoltre diviso esso stesso tra un mentale superiore ed uno inferiore.

### Mentale superiore
Dal punto di vista cosmologico, infatti, il Manas è anche un piano di esistenza, che come gli altri sei è ritenuto composto di ulteriori sette sotto-livelli, e di questi i primi tre costituiscono il mondo causale, dove dimorano cioè gli archetipi o le essenze che sono le vere cause delle manifestazioni della natura. 
Conosciuto come Devachan, il luogo beato dove dimorano i Deva, ossia i principi della realtà concepiti come spiriti viventi, corrisponde al Devaloka induista, e nella filosofia occidentale al mondo delle idee di Platone, in cui sostano a lungo le anime dei defunti prima di reincarnarsi sulla Terra.

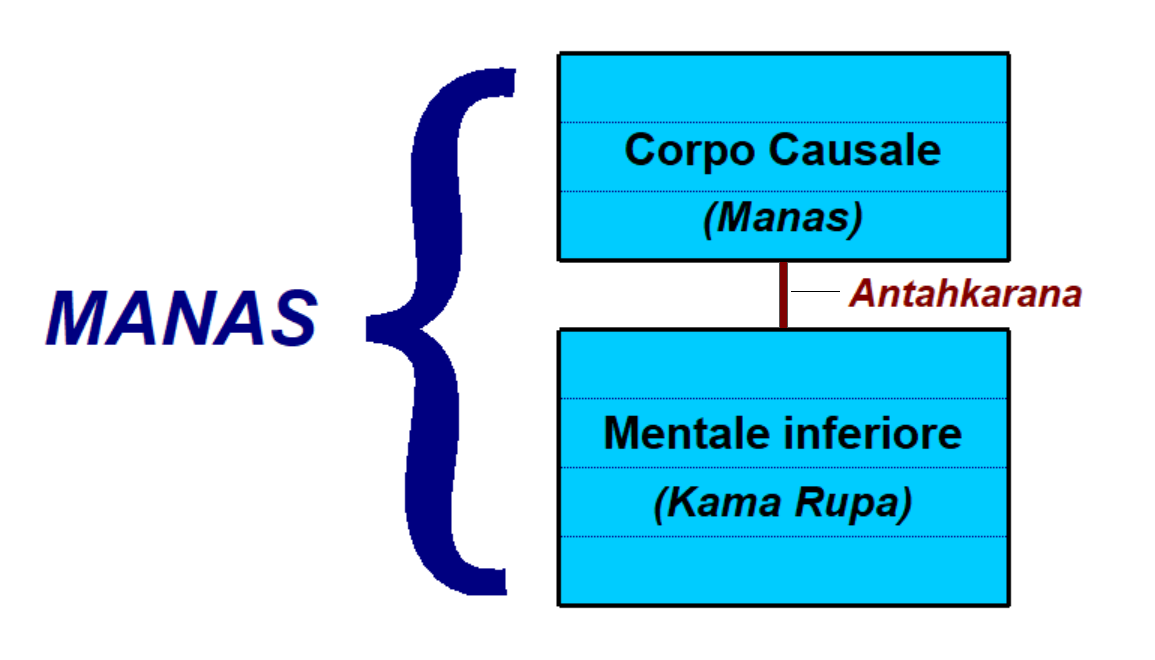
Schema del Manas (o piano mentale), di cui i primi 3 sottopiani vanno a comporre nell'essere umano il corpo causale o manas (superiore) propriamente detto, ed i restanti 4 un mentale inferiore (o kama rupa). Le due parti sono legate dal ponte sottile chiamato antahkarana.

Su questo piano manasico superiore si forma il manas propriamente detto dell'uomo, altrimenti denominato «corpo causale», o nella Dottrina Segreta della Blavatsky «anima-umana», che insieme a buddhi e all'atma compone l'Ego immortale dell'essere umano.
Nell'antroposofia di Rudolf Steiner corrisponde al «Sé spirituale», come risultato della trasformazione operata dall'Io sul corpo astrale attraverso il dominio su di questo.

### Mentale inferiore
I successivi quattro sotto-piani costituiscono invece il piano mentale inferiore, da cui prende forma a sua volta il corpo mentale inferiore dell'umano, chiamato dalla Blavatsky Kāma-Rupa o «anima-animale», cioè il primo nucleo della sua personalità psico-fisica, incarnata e mortale, dove nascono le tendenze egoistiche del desiderio (kama).
Il collegamento del mentale inferiore col mentale superiore (o causale) prende il nome di «antahkarana»: è questo un organo particolarmente delicato perché soggetto a instabilità, e determina il passaggio, nelle più alte dimensioni, di pensieri e impressioni personali generate nei corpi più bassi che periscono dopo la morte corporea. Esso di fatto è lo strumento con cui la triade Atman-Buddhi-Manas, cioè il vero Ego immortale umano, si collega alla personalità fisica, e attraverso questa opera nel mondo. L'indebolimento di questo mediatore comporterebbe una deficienza intellettiva anche nelle forme corporee più perfette.
Se i pensieri del manas superiore sono espressione del cuore, assimilabili alla luce diretta del Sole, quello inferiore ne è solo un riflesso automatico, tipico del cervello, assimilabile alla luce lunare.